# ザピエカンカ (家庭料理)
| ベシャメルソースとジャガイモのザピエカンカ |  | 自家製ザピエカンカ（ラチブシュ） |
| ベシャメルソースとジャガイモのザピエカンカ |  | 自家製ザピエカンカ（ラチブシュ） |

ザピエカンカ（ポーランド語: Zapiekanka）は、ポーランドの家庭料理。
パスタに食肉や野菜を合わせてソースをかけ、チーズを乗せてオーブンで焼いた料理である。
ショートパスタを使うのが一般的であるが、ジャガイモや米を使うこともある。
レストランなどで提供されることはほとんどない。